# Galatea (måne)
För andra betydelser, se Galatea (olika betydelser).
Galatea (grekiska Γαλατεία) är en av Neptunus månar.